# Potamothrix grimmi
Potamothrix grimmi är en ringmaskart som först beskrevs av Hrabe 1950.  Potamothrix grimmi ingår i släktet Potamothrix och familjen glattmaskar. Inga underarter finns listade i Catalogue of Life.